# Racconti di un pellegrino russo
Racconti di un pellegrino russo è un testo ascetico, russo, scritto fra il 1853 e il 1861 da un certo Nemytov, un contadino oppure un mercante russo. 
Il testo divulgò la pratica mistica della preghiera interiore perpetua, la preghiera del cuore, ed è, assieme alla Filocalia, una delle opere più diffuse tra quelle prodotte dalla spiritualità ortodossa. 
Gli incontri dell’autore col padre spirituale rappresentano i momenti più alti di questo racconto.
Viene spesso pubblicato assieme a una continuazione anonima intitolata "Il pellegrino continua la sua via".

## Origine
L'origine del racconto è sconosciuta. La redazione è successiva al 1853 perché cita la guerra di Crimea e antecedente il 1861, quando ebbe luogo la liberazione dei servi della gleba russi. L'opera fu pubblicata per la prima volta a Kazan', in Russia, nel 1881 con il titolo "Откровенные рассказы странника духовному своему отцу" - letteralmente, "Resoconto sincero di un pellegrino al suo padre spirituale".
Il protagonista è per l'appunto un pellegrino che attraversa l'Ucraina e la Russia portando con sé solo pane secco e la Bibbia. Partecipando ad una celebrazione eucaristica resta molto colpito dall'esortazione di san Paolo a «pregare incessantemente» (1 Tessalonicesi 5,17) e si mette alla ricerca di chi gli insegni come fare a vivere la vita di ogni giorno e contemporaneamente avere la propria mente continuamente rivolta a Dio in preghiera. Incontra, infine, uno starec che gli insegna la cosiddetta preghiera di Gesù o preghiera del cuore, che consiste nella ripetizione incessante, secondo il ritmo del respiro, della formula «Signore Gesù Cristo, figlio di Dio, abbi pietà di me peccatore», una frase adattata dal Vangelo (Luca 18,13). Quando poco dopo il santo monaco muore lasciandogli il proprio rosario, il pellegrino riprende il viaggio completando il proprio bagaglio con l'acquisto di una copia consunta della Filocalia, il libro che insegna l'esicasmo. Nei capitoli successivi si mostra il progresso spirituale del pellegrino e gli insegnamenti che trae dall'interazione con le persone che incontra nel suo cammino.

### Piano dell'opera
Nella prefazione all'edizione del 1884 troviamo una spiegazione dell'origine e del piano dell'opera:
"Ai racconti del pellegrino qui pubblicati, riteniamo premettere alcune brevi risposte alle naturali domande che il lettore potrebbe porsi.
Due sono le domande:
1. Chi è l'autore dei racconti?
2. In quali circostanze e dove avviene la narrazione?
Rispondiamo alla prima domanda: i racconti sono la trascrizione di un testo in possesso di un monaco sul Monte Athos, fatta dall'abate Paissy, superiore del monastero dei Ceremissi a Kazan', morto il 26 agosto 1883 (cfr. il suo necrologio sul "Monitore dell'Eparchia di Kazan'" il 21,1883). I racconti furono pubblicati per esaudire il desiderio di molti devoti, che li avevano letti in manoscritto. Non si conosce l'autore.
Alla seconda domanda, dove e come avvenga la narrazione, non possiamo dare una risposta precisa. Ma è probabile che i fatti si siano svolti così: il pellegrino, giunto a Irkutsk come è detto nel libro, è accolto da un uomo devoto ai pellegrini e dimora presso di lui per un certo tempo, fino al giorno in cui scioglierà il suo voto sulla tomba di sant'Innocenzo, ricevendo dal fedele che lo ospita informazioni sul modo di arrivare a Gerusalemme. Frattanto egli cerca e trova un padre spirituale, come è costume dei pellegrini; questi, osservando in lui l'orazione della Preghiera di Gesù, gli domanda verosimilmente come e da chi l'abbia appresa. Questo episodio dà l'avvio alla narrazione e spiega anche perché il primo racconto cominci dal punto in cui il Pellegrino impara da un maestro in tale disciplina la Preghiera di Gesù, e perché, anziché parlare di se stesso, egli tocchi questo argomento solo nel terzo racconto e in modo marginale.
Ma non gli riesce di raccontare tutto in una volta. Narra soltanto la metà dei suoi esercizi nella sacra scienza della Preghiera di Gesù, poiché l'ulteriore progresso in questo esercizio è interrotto dalla morte del maestro; la seconda parte degli esercizi è condotta a termine sotto la guida e l'aiuto degli scritti dei santi Padri, quando il Pellegrino è in viaggio verso Irkutsk. Tale è il tema del secondo racconto, che termina con l'arrivo in questa ultima città.
Il terzo è un racconto breve, di congedo, prima della partenza verso Gerusalemme. Mentre si prepara al viaggio, il Pellegrino si reca ancora una volta a salutare il padre spirituale e in risposta a una sua domanda, racconta in breve la propria vita.
Il quarto racconto comincia in modo occasionale. Il Pellegrino, in procinto di partire, si trattiene per caso in città per qualche giorno. Non resiste al desiderio di vedere ancora una volta il suo maestro, che gli chiede di raccontare qualche altro episodio edificante che gli sia capitato durante i suoi viaggi.
Ecco quanto si può presumere sulla storia di questi quattro racconti.
Ad essi sono state aggiunte "Le tre chiavi al tesoro dell'orazione interiore" e alcuni ammaestramenti dei Santi Padri, celebri per l'insegnamento della Preghiera di Gesù, quali Simone il Nuovo Teologo, Gregorio il Sinaita, Niceforo il Monaco, e i solitari Ignazio e Callisto (parte prima).
Quindi si sono inclusi alcuni brevi sermoni di altri Padri, cioè di Esichio di Gerusalemme, sacerdote di Gerusalemme, di Filoteo il Sinaita, del metropolita Filippo, di Teolepto, e i detti di Barsanufio il Grande e di Giovanni, suo collaboratore (parte seconda).
A conclusione abbiamo inserito Il profittevolissimo racconto di abba Filemone."

## Successo
Il libro ebbe un enorme successo, tanto che venne tradotto in diverse lingue. Di fatto poi i lettori del racconto andarono alla ricerca anche della Filocalia usata proprio dal pellegrino.

### Diffusione in Occidente
Il testo fu pubblicato per la prima volta in Occidente a Berlino nel 1925 nella traduzione tedesca di Reinold von Walter. Seguì nel 1931 la traduzione inglese di Reginald Michael French. Un'edizione in italiano, condotta sulla versione francese di Jean Gauvain (pseudonimo di Jean Laloy), sarebbe uscita nel 1955.
I Racconti di un pellegrino russo sono al centro del romanzo Franny e Zooey, pubblicato nel 1961 da J.D. Salinger. Franny, una giovane studentessa universitaria è  affascinata dal racconto, che considera simile alle tecniche ascetiche dell'induismo e del buddismo.
Franny e Zooey fu un best seller internazionale e diffuse la conoscenza del Racconto di un pellegrino russo fra persone con le più varie origini e convinzioni religiose.

## Traduzioni italiane
- Racconti di un pellegrino russo, raccolti ed annotati da Jean Gauvain, trad. di L. Bortolon, Vita e pensiero, Milano 1956
- Racconti di un pellegrino russo, a cura di Carlo Carretto, Cittadella, Assisi 1969
- Anonimo russo, La via di un pellegrino. Racconti sinceri di un pellegrino al suo padre spirituale, a cura di Alberto Pescetto, con un saggio di Pierre Pascal, Adelphi, Milano, 1972
- Racconti di un pellegrino russo, traduzione di Milli Martinelli, introduzione di Cristina Campo, 1ª ed., Milano, Rusconi, 1973; poi Bompiani, Milano 2000
- Relazioni di un pellegrino: da un manoscritto del Monte Athos, a cura di Divo Barsotti, Libreria editrice fiorentina, Firenze, 1982.
- Il pellegrino russo : da un manoscritto del Monte Athos, a cura di Sergio Peterlini, Il punto d'incontro, Vicenza 1994
- Racconti di un pellegrino russo, a cura di Aleksej Pentkovskij, presentazione di Aldo Ferrari, introduzione di Tomas Spidlik, Città nuova, Roma 1997
- Racconti di un pellegrino russo, traduzione di Mara Dall'Asta, introduzione e nota critica di Antonio Gentili, Paoline, Milano 1997
- Racconti di un pellegrino russo, a cura di Franco Chirico, prefazione di Divo Barsotti, Collana Starets, Grafite, Napoli 1998
- Racconti di un pellegrino russo, prefazione di Divo Barsotti, Collana Classici dello Spirito, Chirico, Napoli 2004
- Racconti di un pellegrino russo, traduzione, note e postfazione a cura di Adalberto Mainardi, introduzione di Antonio Rigo,  Qiqajon, Comunità di Bose, Magnano 2005